# Аліментний договір
Аліментний договір (офіційна назва — договір між батьками про сплату аліментів на дитину) — договір, що визначає розмір і строки виплати аліментів на дитину.

## Нормативно-правове регулювання
Договір між бітьками про сплату аліментів на дитину передбачений ст. 189 Сімейного кодексу України. Питання зміни розміру аліментів регулюється ч. 1 ст. 192 Сімейного кодексу України. Відповідно до ч. 6 ст. 203 Цивільного кодексу України, правочин, що вчиняється батьками (усиновлювачами), не може суперечити правам та інтересам їхніх малолітніх, неповнолітніх чи непрацездатних дітей. 
Порядок нотаріального посвідчення аліментного договору регулюється Законом України «Про нотаріат», Порядком вчинення нотаріальних дій нотаріусами України. Вчинення нотаріусом виконавчого напису регулюється Законом України «Про виконавче провадження», Постановою КМУ «Про затвердження переліку документів, за якими стягнення заборгованості провадиться у безспірному порядку на підставі виконавчих написів нотаріусів».

## Правова характеристика
Договір між батьками про сплату аліментів на дитину належить до сімейно-правових договорів. 

### Сторони аліментного договору
Сторонами аліментного договору відповідно до ст. 189 Сімейного кодексу є батьки дитини. Сторонами аліментного договору також можуть виступати усиновлювачі. Платником аліментів може виступати як батько, так і мати.

### Форма аліментного договору
Договір має бути укладений в письмовій формі та посвідчений нотаріально.  

### Внесення змін та доповнень до аліментного договору
Зміни та доповнення до аліментного договору вчиняються шляхом укладення договору про зміни, який також підлягає нотаріальному посвідченню (пункт 7 глави 1 Розділу ІІ Порядку вчинення нотаріальних дій нотаріусами України). Якщо зміна договору стосується розміру аліментів на дитину, то застосуванню підлягає ч. 1 ст. 192 Сімейного кодексу України, відповідно до якої така зміна може бути здійснена лише за рішенням суду.

### Примусове виконання
У випадку невиконання однією зі сторін аліментного договору своїх обов'язків, платежі за договором можуть бути стягнуті як в судовому порядку, так і на підставі виконавчого напису нотаріуса. Відповідно до пп., а п. 1 Постанови КМУ № 1172 від 29.06.1999 року, виконавчий напис нотаріуса може вчинятися на оригіналі нотаріально посвідченого правочину. Відповідно, навіть у випадках, коли договір є змішаним, тобто регулює не тільки питання виплати аліментів на дитину (до прикладу, регулює визначення місця проживання дитини, сплату додаткових витрат на дитину тощо), його примусове виконання все одно може бути здійснене на підставі виконавчого напису нотаріуса.
Для вчинення виконавчого напису нотаріуса договір повинен відповідати встановленим вимогам.